# Васильєв Анатолій Семенович
Васильєв Анатолій Семенович (29 серпня 1938, с. Троїцьке, Любашівський район, Одеська область, УРСР — 9 березня 2015, Одеса, Україна) — правознавець, доктор юридичних наук (1989), професор (1991), академік Національної академії правових наук України (1993), Заслужений діяч науки і техніки України.

## Життєпис
У 1967 році закінчив Одеський державний університет імені І. І. Мечнікова (ОДУ), де відтоді й працював: у 1986—1993 роках був деканом юридичного факультету ОДУ, одночасно з 1989 року — завідувач кафедри адміністративного права і управління юридичного факультету ОДУ; у 1993—1997 роках — ректор Юридичного інституту у складі ОДУ; у 1997—2006 роках — декан економіко-правового факультету ОНУ.
Помер 9 березня 2015 року в Одесі, похований на Другому Християнському кладовищі.

## Наукова діяльність
З початку створення юридичного інституту у складі ОДУ (1993 р.) за ініціативою А. С. Васильєва були започатковані не тільки нові факультети, але й незвичні на той час для юридичних вузів кафедри, як, наприклад, адміністративного права і управління, морського і митного права, соціальних теорій і компаративістики та інші.
Найвагомішими науковими працями Анатолія Семеновича Васильєва є «Управленческие решения в производственных организациях (правовой аспект)» (1986); «Предприниматель: его права, обязанности, ответственность» (1994 р. у співавторстві); «Процесс подготовки и принятия управленческих решений: организационно-правовые проблемы» (1997); «Административное право Украины (общая часть)» (2003); низка колективних монографій ["Руководитель в аппарате государственного управления: организационно-правовые проблемы" (1988); «Правовые вопросы деятельности производственных аграрно-промышленных объединений» (1983); «Управленческие процедуры» (1988)]; «Проблемы совершенствования управления морским транспортом» (1981), «XXVI съезд КПСС и актуальные проблемы советского государственного управления» (1984), а також серія підручників, навчальних посібників і коментарів діючого законодавства, написаних у співавторстві і за його загальною редакцією, зокрема «Теория права и государства» (2006); «Теорія права і держави» (2010); «Хозяйственное право Украины» (2005); «Хозяйственное право Украины» (2006), «Судебные и правоохранительные органы в Украине» (2006); «Кодекс Украины об административных правонарушениях: Научно-практический комментарий» (2010) та інші.
За останні п'ятнадцять років життя під його безпосереднім керівництвом підготовлено і захищено 5 докторських і понад 26 кандидатських дисертацій, в тому числі й аспірантами-іноземцями із Росії, Італії, Польщі, Йорданії, Китаю та Іраку.

## Благодійна діяльність
Надав юридичну підтримку при створенні та подальшому захисті, а також був членом правління першої в СРСР неурядової благодійної організації Фонду соціальної допомоги імені доктора Ф. П. Гааза.
Брав активну участь в діяльності Інституту демократії та прав людини.

## Літературна творчість
Співавтор віршованої збірки «Злет поетичної душі» (2001) та двох особистих поетичних збірок: «Объяснение в любви» (1997) і «Натхнений злет душі моєї…» (2012).